# كات بي 100
كات بي 100 هاتف محمول من شركة شركة كاتربيلر يمكنه تحمل كافة الظروف الشاقة يحمل اسم Cat B100.
يتميز الهاتف بشكله المستمد من التضاريس الطبيعية، وبقدرته على الصمود في أصعب الظروف التي لا يمكن لباقي الهواتف تحملها، فهو مقاوم للغبار وإمكانية الصمود مطموراً تحت 3 أقدام من الأتربة، مضاداً للمياه والتغيرات الشديدة في درجات الحرارة.
ويبلغ حجم شاشة  الهاتف 2.2 بوصة بدقة وضوح 240 x 320 ويعمل بنظام تشغيل خاص، ومزوّد بكاميرا خلفية بجودة 3 ميغابكسل، ويمكن إضافة بطاقة صغيرة للذاكرة بحجم 32 غيغابايت، أما وزنه فلا يتعدى 136 غراماً.
وذكرت الشركة أنها صممت هذا الهاتف خصيصاً للأشخاص الذين يريدون هواتف جبارة، فسماته الوعرة وبطاريته القوية وقدرته على البقاء في أحلك الظروف ستلبي احتياجات مالكيه، بحسب موقع geeky-gadgets.
جدير بالذكر أن هاتف الشركة الأميركية غير معد للاستخدام عبر الإنترنت لاسيما تصفح الشبكة والدردشة وتحميل التطبيقات، لكنه الهاتف المثالي في مواقع البناء ومن الصعب أن يتوقف عن إجراء المكالمات مهما كانت الظروف.